# Christkönig-Kirche (Hauenstein)

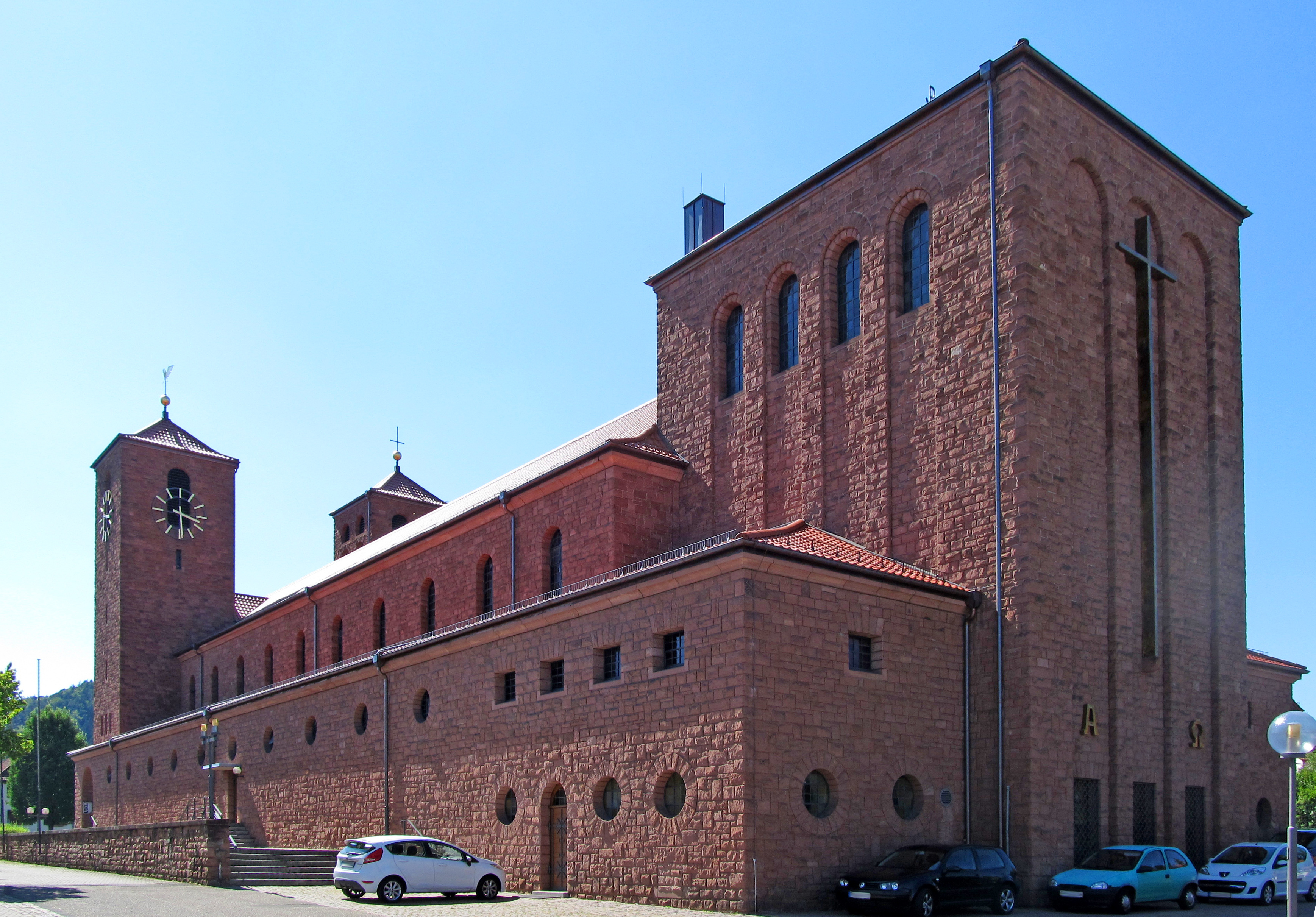
Weitere Ansicht der Kirche

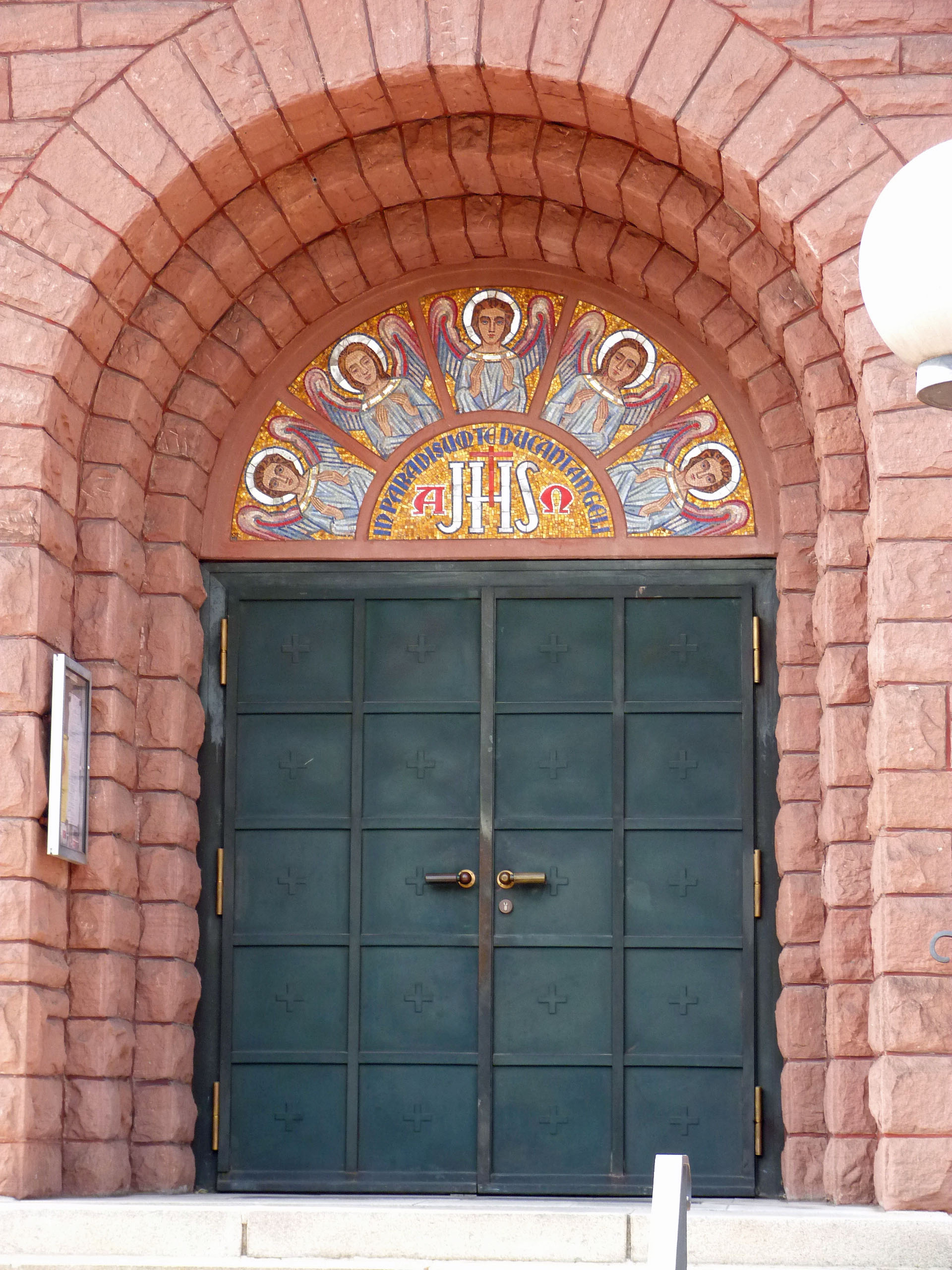
Mosaik am Seiteneingang. Es zeigt fünf Engel als Erinnerung an fünf Männer, die beim Bruch der Steine für die Kirche bei einem Sprengunglück ums Leben gekommen sind.

Die Kirche Christkönig ist eine katholische Pfarrkirche in Hauenstein, Landkreis Südwestpfalz, Rheinland-Pfalz. Sie trägt das Patrozinium Jesu als Christkönig (Rex Christus). Die Kirche ist im Verzeichnis der Kulturdenkmäler des Kreises Südwestpfalz aufgeführt.

## Geschichte
Aufgrund der Entwicklung der Schuhindustrie erlebte Hauenstein gegen Ende des 19. und zu Beginn des 20. Jahrhunderts ein starkes Bevölkerungswachstum. 1886 hatte der Ort knapp 700 Einwohner, im Jahr 1913 bereits 1900. Die katholische Pfarrkirche des Ortes, die im Jahr 1788 eingeweihte Bartholomäuskirche, war dadurch zu klein geworden, und auch eine zweite Sonntagsmesse, die 1907 durch das bischöfliche Ordinariat genehmigt wurde, konnte das Platzproblem nicht lösen.
1904 wurde unter dem damaligen Pfarrer Eiswirth ein Kirchenbaufonds eingerichtet, in den die jährlichen Überschüsse der Kirchenkasse eingezahlt wurden. 1909, 1911 und 1913 forderte Eiswirth eine Kirchenumlage, fand aber weder beim Gemeinderat noch bei der Kirchenverwaltung die notwendige Zustimmung. Nach der Ablehnung 1913 reagierte der Pfarrer mit der Absetzung der Frühmesse, so dass die ganze Gemeinde wieder an einer einzigen Sonntagsmesse teilnehmen musste, und zeigte so wie dringend notwendig eine Lösung des Raumproblems war. Diese Maßnahme führte schließlich zur Genehmigung der geforderten Umlage.
Durch Umlage und Spenden kamen bis zum Jahr 1923 über 200.000 Mark zusammen, doch Währungsverfall und Inflation fraßen das Kapital auf. 1924 kehrten mit der Einführung der Rentenmark wieder stabile Währungsverhältnisse ein, und man ging erneut daran Mittel zur Finanzierung eines Kirchenbaus zu beschaffen. 1928 wurde ein Kirchenbauverein gegründet, und durch Haussammlungen sowie durch Anhebung der Ortskirchensteuer wurde wieder ein finanzieller Grundstock geschaffen:
Bereits vor der Gründung des Kirchenbauvereins begannen konkrete Planungen und Überlegungen zur Lösung des Platzproblems. Zunächst wurde an eine Erweiterung der Bartholomäuskirche gedacht, für die die Architekten Albert Boßlet und Rudolf von Perignon Pläne entwarfen und Modelle anfertigten. Einige dieser Pläne waren sogar bereits zur Genehmigung eingereicht worden, aber aufgrund des geringen Platzgewinns bei vergleichsweise hohen Kosten wurde der Plan einer Kirchenerweiterung am 28. November 1927 endgültig fallengelassen. Daraufhin begann man mit den Planungen für einen Neubau.
Als Bauplatz wurden drei mögliche Standorte diskutiert: Neubau an der Stelle der Bartholomäuskirche, ein Bauplatz in den Schweiäckern oder ein Bauplatz in der Gewanne Schellenbängert. Man einigte sich schließlich auf letzteren und Ende April 1928 konnte nach langen Verhandlungen der Kauf des Bauplatzes notariell beurkundet werden. Im Dezember 1929, nach mehr als einjähriger Planungsphase, wurde der endgültige Plan des beauftragten Architekten, Albert Boßlet, zur Genehmigung eingereicht. Nach Prüfung durch kirchliche und staatliche Behörden wurde die Baugenehmigung am 15. Juni 1930 erteilt. Es verging wieder mehr als ein Jahr für die Bauvorbereitung, ehe am 2. August 1931 der erste Spatenstich durchgeführt wurde. Am darauffolgenden Tag, dem 3. August 1931, begannen die Bauarbeiten mit dem Erdaushub durch die Firma Schneider aus Queichheim.
Am 18. Oktober 1931 erfolgte die feierliche Grundsteinlegung durch den damaligen Speyrer Bischof Ludwig Sebastian. Als Patrozinium wurde Christus König gewählt. Papst Pius XI. hatte 1925 das Christkönigsfest für die ganze Kirche eingeführt, und in den folgenden Jahren erhielten mehrere neue Kirchen dieses Patrozinium, als erste 1926 die Christkönigskirche in Bischofsheim bei Mainz. In der Grundsteinurkunde sind Namen und „Programm“ der neuen Hauensteiner Kirche genannt:

„Die Kirche ist geweiht auf das Glaubensgeheimnis des Königtums Christi, welches ist die Herrschaft der Gnade und der Liebe, die Herrschaft der Ordnung und Sittlichkeit, der Vernunft und der Freiheit, die Herrschaft der Gerechtigkeit und des Friedens. Auf alle Menschen soll dieses Königtum sich erstrecken und nicht nur das Seelenheil des einzelnen, sondern auch die gesellschaftlichen Gebilde, Familie und Staat, mit seinem segenspendenden Einfluss durchdringen.“

Am 20. August 1933 erfolgte schließlich die Weihe der fertiggestellten Kirche.

## Architektur und Ausstattung

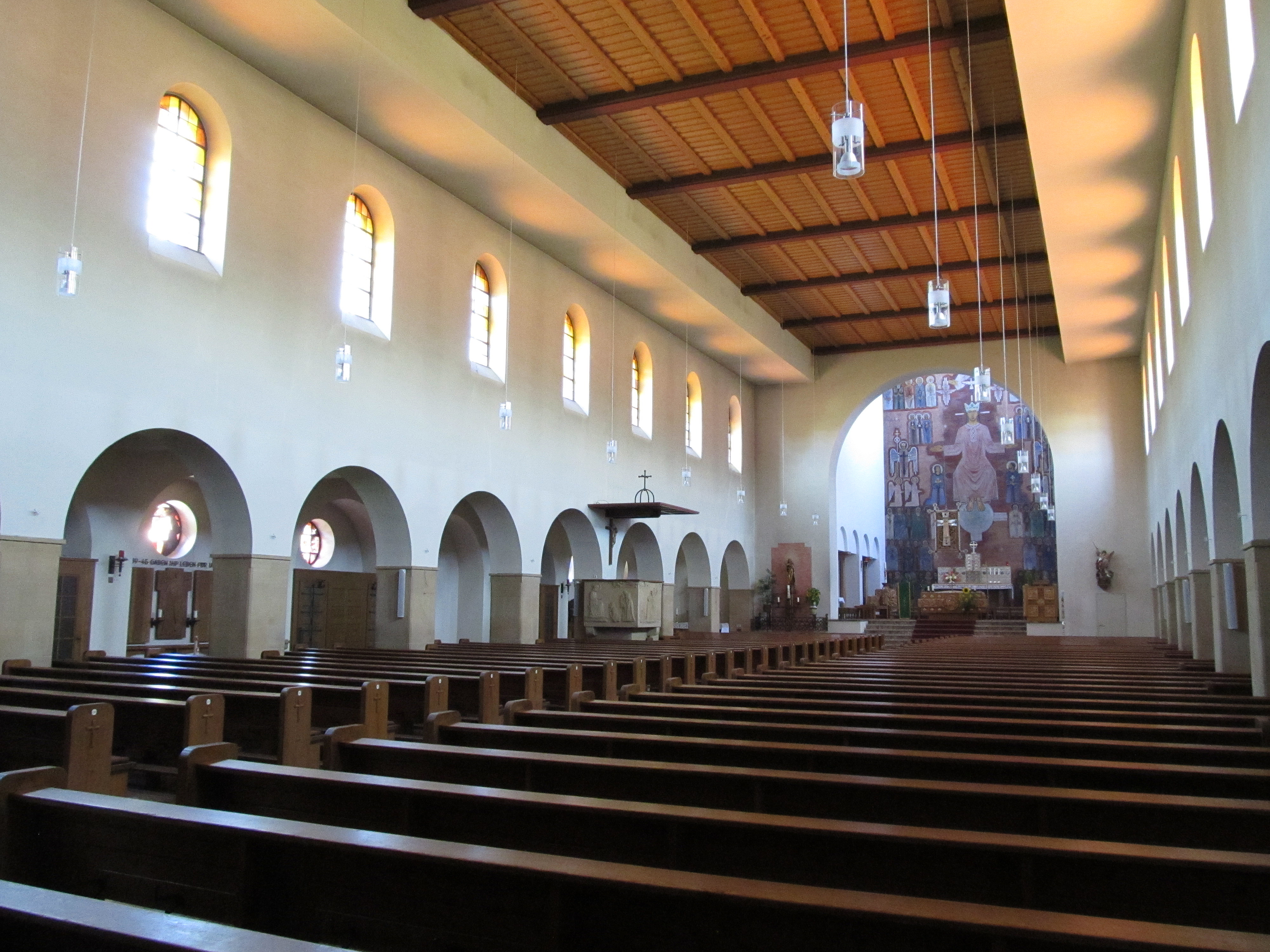
Inneres mit Christus-Fresko

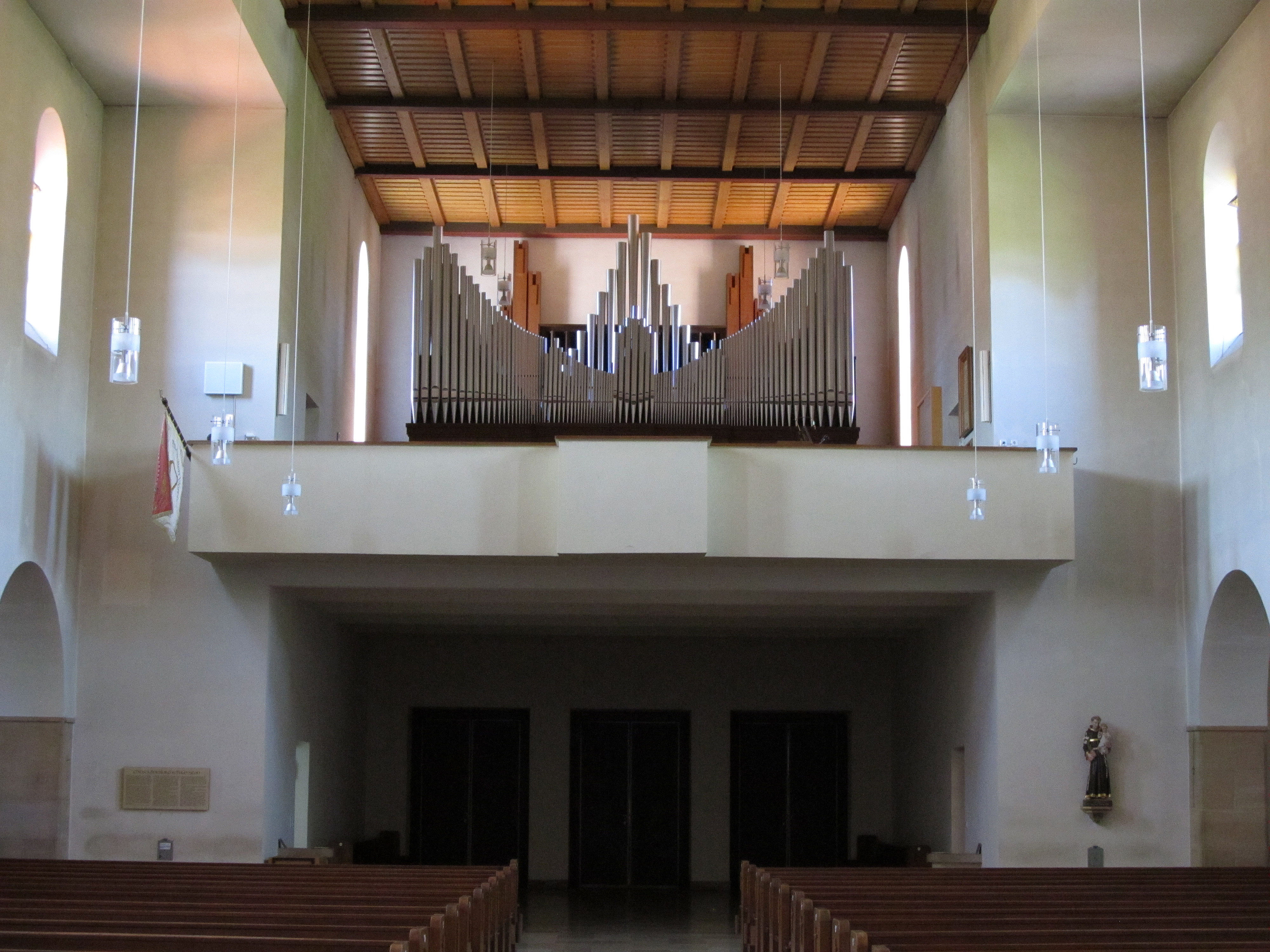
Empore mit dem Prospekt der Klais-Orgel

Das Gotteshaus, das aus rotem Buntsandstein erbaut wurde, zeigt romanisierende Formen, wie sie für viele Kirchenbauten von Albert Boßlet charakteristisch sind. Das basilikale Langhaus wird in seinem Westteil von zwei Türmen flankiert, die um ein Joch gegenüber dem Mittelschiff zurückspringen und auf diese Weise ein Westwerk bilden, vergleichbar mit St. Pantaleon in Köln. Dem Kirchengebäude seitlich vorgelagert ist das Pfarrhaus, das durch eine Pfeilerhalle mit der Kirche verbunden ist und so zusammen mit dem Westwerk einen atriumartigen Vorplatz bildet.
Sehenswert im Inneren der Kirche ist das imposante Gobelin-artige Christkönigs-Fresko an der Chorwand, das 1932 von Felix Baumhauer auf blutrotem Grund geschaffen wurde. Das Fresko greift eine Stelle im Matthäus-Evangelium (Mt 25,34ff ) auf und zeigt den thronenden Christus als Pantokrator und König auf der vom Kreuz durchzogenen Weltkugel, überragt von dem von Engeln umgebenen segnenden Gottvater. In der obersten Reihe sind die Patriarchen und Propheten des Alten Bundes zu sehen, rechts von Christkönig sind fürbittend Maria und Josef dargestellt, flankiert von Engeln. Seitlich der Weltkugel sitzen die Apostel, unter denen sich die große unzählbare Schar aus allen Völkern, Ländern und Sprachen entsprechend der Offenbarung des Johannes befindet ((Offb 7,9 )).
1963 erhielt das Innere der Kirche einen helleren Anstrich, wobei das Christkönigs-Fresko von Felix Baumhauer von dessen Sohn Hans aufgehellt wurde. Der neue Altar und der Ambo sind ein Werk des Hauensteiner Künstlers Franz Seibel, der diese 1983 gefertigt hat.

## Orgel
Die Orgel der Kirche wurde 1942 als opus 972 von der Orgelbauwerkstatt Johannes Klais Orgelbau erbaut und am 12. Juli 1942 eingeweiht. Das Kegelladen-Instrument mit 2596 Pfeifen verfügt über 40 Register, verteilt auf 3 Manuale und Pedal. Die Spiel- und Registertraktur ist elektropneumatisch. Sie zählt zu den größten Orgeln der Region.
Die Disposition lautet wie folgt:
| I Hauptwerk C–g3 |                  |     |
| 1.               | Gedacktpommer    | 16′ |
| 2.               | Principal        | 8′  |
| 3.               | Gemshorn         | 8′  |
| 4.               | Lieblich Gedackt | 8′  |
| 5.               | Octave           | 4′  |
| 6.               | Hohlflöte        | 4′  |
| 7.               | Flachflöte       | 2′  |
| 8.               | Rauschquinte II  |     |
| 9.               | Mixtur IV        |     |
| 10.              | Trompete         | 8′  |

| II Positiv C–g3 |                 |       |
| 11.             | Rohrflöte       | 8′    |
| 12.             | Singend Gedackt | 8′    |
| 13.             | Praestant       | 4′    |
| 14.             | Blockflöte      | 4′    |
| 15.             | Principal       | 2′    |
| 16.             | Waldflöte       | 2′    |
| 17.             | Sifflöte        | 1 ⁄3′ |
| 18.             | Sesquialter II  |       |
| 19.             | Scharff III–IV  |       |
| 20.             | Krummhorn       | 8′    |

| III Schwellwerk C–g3 |               |       |
| 21.                  | Holzflöte     | 8′    |
| 22.                  | Salicional    | 8′    |
| 23.                  | Principal     | 4′    |
| 24.                  | Querflöte     | 4′    |
| 25.                  | Nasard        | 2 ⁄3′ |
| 26.                  | Schwegel      | 2′    |
| 27.                  | Tertian II    |       |
| 28.                  | Cymbel III–IV |       |
| 29.                  | Schalmei 8′   |       |
|                      | Tremulant     |       |

| Pedal C–f1 |               |                                   |
|            | Untersatz     | 32′ (Ext. Subbass 16′)            |
| 30.        | Principalbass | 16′                               |
| 31.        | Subbass       | 16′                               |
|            | Zartbass      | 16′ (Transm. I Gedacktpommer 16′) |
|            | Octavbass     | 8′ (Ext. Principalbass 16′)       |
|            | Gedacktbass   | 8′ (Ext. Subbass 16′)             |
|            | Choralbass    | 4′ (Ext. Principalbass 16′)       |
|            | Bassflöte     | 4′ (Ext. Subbass 16′)             |
| 32.        | Nachthorn     | 2′                                |
| 33.        | Hintersatz IV |                                   |
| 34.        | Posaune       | 16′                               |

- Koppeln:
  - Normalkoppeln: II/I, III/I, III/II, I/P, II/P, III/P
  - Suboktavkoppeln: II/I, III/I
- Spielhilfen: 2 Freie Kombinationen, 1 freie Pedalkombination, Tutti, Crescendowalze, Zungeneinzelabsteller, Absteller für Gedacktpommer 16' und Untersatz 32', Positiv (II) auch von einem zusätzlichen einmanualigen Notspieltisch im Gehäuse spielbar